# Knight Area
Knight Area è un gruppo di rock sinfonico olandese, fondato nel 2004 dai fratelli Joop e Gerben Klazinga.

## Storia del gruppo
Knight Area nasce come progetto da solista di Gerben Klazinga. Dopo l'uscita dell'album The Sun Also Rises nel 2004, fu deciso di creare una band. Musicalmente, il gruppo è un cross-over tra retro-prog e neo-prog.
Dopo diverse esibizioni in Europa, ma anche in America, tra le quali una al festival di rock progressivo NEARfest, uscì il secondo album Under a new Sign. Nel dicembre 2007 la formazione originale, comprendente 7 membri, fu ridotta a 5 membri per motivi personali. In tale composizione, la band pubblicò sia il suo terzo album Realm of Shadows, sia il doppio album dal vivo Rising Sings from the Shadows. Al quarto album Nine Paths collaborò anche la Charlotte Wessels, cantante del gruppo di metal sinfonico Delain.
Nell'aprile 2012, il gruppo annunciò che Mark Vermeule avrebbe lasciato la band. Dopo un breve tour negli Stati Uniti, Mark Bogert prese il suo posto come chitarrista. Durante il festival iO Pages del 2012, Knight Area ricevette il premio Prog Award 2012 per l'album Nine Paths. Questo gli fu conferito da Ryo Okumoto, del gruppo Spock's Beard.
A dicembre dello stesso anno, venne annunciato che il bassista Gijs Koopman avrebbe lasciato il gruppo. Il suo posto fu preso da Peter Vink, che in precedenza fu membro dei gruppi Finch e Q65.
Nel 2013 fu reso noto che prima dell'uscita del quinto album sarebbe uscito un EP, intitolato Between Two Steps, che uscì il 28 settembre, giorno in cui la band si esibì al Progmotion Festival di Uden.
Il 14 ottobre 2014 uscì il quinto album Hyperdrive, missato da Joost van den Broek (After Forever, Ayreon, Star One). L'assolo di chitarra nella canzone Stepping Out è suonato da Arjan Anthony Lucassen (Ayreon, Star One). Hyperdrive è il primo album ufficiale con l'attuale formazione del gruppo.
Il 9 e il 10 aprile 2015 il gruppo si esibì in Polonia per la prima volta, come gruppo spalla degli Arena (UK). Il concerto del 9 aprile è stato rilasciato su DVD da Metal Mind Productions (Polonia), assieme ad un CD dello stesso show. Il DVD/CD è intitolato Hyperlive.

## Discografia
Album in studio
- 2004 - The Sun Also Rises
- 2007 - Under a New Sign
- 2009 - Realm of Shadows
- 2011 - Nine Paths
- 2013 - Between Two Steps
- 2014 - Hyperdrive
- 2017 - Heaven and Beyond
- 2019 - D-Day

Live
- 2010 - Rising Signs from the Shadows
- 2015 - Hyperlive

## Formazione
Attuale
- Mark Smit - voce/tastiera
- Gerben Klazinga - tastiera/coro
- Mark Bogert - chitarra
- Pieter van Hoorn - batteria/coro
- Peter Vink - basso

Ex componenti
- Joop klazinga - tastiera/flauto
- Rinie Huigen - chitarra/coro
- Mark Vermeule - chitarra/coro
- Gijs Koopman - basso/Moog Taurus (sintetizzatore)